# The Ajax Motor Vehicle Company
The Ajax Motor Vehicle Company war ein US-amerikanischer Hersteller von Automobilen.

## Unternehmensgeschichte
S. L. Simpson, A. L. Simpson und Walter Simpson gründeten im Juli 1901 das Unternehmen. Der Sitz war an der West 36th Street in Manhattan, New York City im US-Bundesstaat New York. Sie begannen mit der Produktion von Automobilen. Der Markenname lautete Ajax, evtl. mit dem Zusatz Electric. 1903 endete die Produktion.

## Fahrzeuge
Das einzige Modell war ein leichtes Elektroauto. Ein Elektromotor trieb das Fahrzeug an. Die offene Karosserie des Runabouts bot Platz für zwei Personen.